# Condado de Orange (Indiana)
El condado de Orange (en inglés: Orange County), fundado en 1816, es uno de 92 condados del estado estadounidense de Indiana. En el año 2000, el condado tenía una población de 19 306 habitantes y una densidad poblacional de 19 personas por km². La sede del condado es Paoli. El condado recibe su nombre en honor al condado de Orange, Carolina del Norte.

## Geografía
Según la Oficina del Censo, el condado tiene un área total de 1057 km², de la cual 1036 km² es tierra y 23 km² (2.13%) es agua.

### Condados adyacentes
- Condado de Lawrance (norte)
- Condado de Washington (este)
- Condado de Crawford (sur)
- Condado de Dubois (suroeste)
- Condado de Martin (noroeste)

## Demografía
Según la Oficina del Censo en 2007, los ingresos medios por hogar en el condado eran de $31 564 y los ingresos medios por familia eran $38 505. Los hombres tenían unos ingresos medios de $28 658 frente a los $20 238 para las mujeres. La renta per cápita para el condado era de $16 717. Alrededor del 12.40% de la población estaban por debajo del umbral de pobreza.

## Transporte

### Autopistas principales
- U.S. Route 150
- Ruta Estatal de Indiana37
- Ruta Estatal de Indiana 56
- Ruta Estatal de Indiana 60
- Ruta Estatal de Indiana 145
- Ruta Estatal de Indiana 337

## Municipalidades

### Ciudades y pueblos
- French Lick
- Orleans
- Paoli
- West Baden Springs

### Municipios
El condado de Orange está dividido en 10 municipios:
- French Lick
- Greenfield
- Jackson
- Northeast
- Northwest
- Orangeville
- Orleans
- Paoli
- Southeast
- Stampers Creek